# LHM Indústria Mecânicas
LHM Indústria Mecânicas Ltda., vorher Nurburgring Indústria e Comércio, war ein brasilianischer Hersteller von Automobilen.

## Unternehmensgeschichte
Luis Henrique Mignone gründete 1982 das Unternehmen Nurburgring Indústria e Comércio in Rio de Janeiro. Er begann im September 1982 mit der Produktion von Automobilen. Der Markenname lautete LHM, abgeleitet von seinen Initialen. 1984 änderte sich die Firmierung in LHM Indústrias Mecânicas Ltda. Es ist nicht bekannt, wann die Produktion endete.
Während sich die Planungen auf 30 bis 50 Fahrzeuge im Monat beliefen, wurden 1986 nur etwa 7 Fahrzeuge je Monat im Inland verkauft. Der Export verlief ebenfalls nicht so wie gewünscht.

## Fahrzeuge
Der Phoenix war die Nachbildung des Mercedes-Benz 280 SL (Pagode) aus der Zeit von 1968 bis 1971. Das Fahrgestell vom Chevrolet Opala bildete die Basis. Dessen Vier- und Sechszylindermotoren trieben die Fahrzeuge an. Eine andere Quelle bestätigt den Vierzylindermotor vom Opala mit 2500 cm³ Hubraum. Zur Wahl standen Vier- und Fünfganggetriebe sowie Automatikgetriebe. Die offene Karosserie bestand aus Fiberglas. 1984 wurde der Mercedes-Stern durch ein eigenes Markenzeichen ersetzt. Im gleichen Jahr wurde auch ein Coupé auf dieser Basis präsentiert. Ab 1986 bildete ein Rohrrahmen die Basis, während ein V8-Motor von Ford die Fahrzeuge antrieb.
1986 wurde ein Luftkissenfahrzeug präsentiert.
Ebenfalls 1986 wurde der Mignone auf einer Automobilausstellung vorgestellt. Das Fahrzeug war nur 280 cm lang. Die Basis bildete ein Rohrrahmen. Darauf wurde eine Karosserie aus Fiberglas montiert. Der Prototyp hatte einen luftgekühlten Vierzylinder-Boxermotor von Volkswagen do Brasil mit 1600 cm³ Hubraum im Heck. 1987 wurde der Entwurf umkonstruiert auf wassergekühlte Zweizylindermotoren von Fiat mit wahlweise 650 cm³ Hubraum und 29 PS Leistung oder 800 cm³ Hubraum und 44 PS Leistung, die vorne im Fahrzeug montiert waren. Dennoch ging das Modell nicht in Serienproduktion.
Außerdem gab es Umbauten auf Basis des Mercedes-Benz W 201.